# United World College of the Adriatic
 (décembre 2012).
United World College of the Adriatic (UWC Adriatic or UWCAd) est une partie des United World Colleges, un mouvement éducatif global qui regroupe des étudiants partout dans le monde dans le but de favoriser la paix et la compréhension internationale. L'école est fréquentée par environ 200 élèves mixtes âgés entre 16 et 19 ans, la plupart du temps une bourse complète, passant par environ 90 pays du monde, qui étudient le Programme de Baccalauréat international, un de deux ans internationalement reconnu au programme universitaire.
L'école est hébergée dans le village de Duino-Aurisina, dans la province de Trieste, entre Trieste et Monfalcone, dans le Nord-Est de l'Italie dans la région du Frioul-Vénétie Julienne, à moins de 5 km de la frontière slovène.
Elle a été fondée en 1982, par la région du Frioul-Vénétie Julienne, avec le soutien du gouvernement italien et le ministère italien des Affaires étrangères, qui sont encore les principaux soutiens financiers du collège.

## Élèves et personnel
Les étudiants de UWCAd sont sélectionnés par des comités de sélection nationaux UWC dans leur pays d'origine (en Allemagne, par exemple, Philippines, l'Inde, Royaume-Uni) sur la base de la réussite scolaire, le leadership, les activités parascolaires potentiels l'implication et les qualités personnelles. Les étudiants sélectionnés reçoivent une bourse d'études complète. Le Comité national italien pour l'United World Colleges agit sous le haut patronage du président de la République d'Italie et est responsable de la communication avec l’organisation internationale et pour la sélection des élèves italiens.

## Étudiants
- Ghil'ad Zuckermann (1987-1989), linguiste
- Sophie Hawley-Weld (2008-2010), artiste musical du groupe Sofi Tukker